# Isodon oreophilus
Isodon oreophilus là một loài thực vật có hoa trong họ Hoa môi. Loài này được (Diels) A.J.Paton & Ryding mô tả khoa học đầu tiên năm 1998.